# MOONSHINE DANCE
「MOONSHINE DANCE」（ムーンシャイン・ダンス）は1993年8月25日にリリースされたaccessの4thシングル。発売元はファンハウス。

## 概要
9thシングル「DRASTIC MERMAID」に次ぐ26.1万枚のセールスを記録。2011年12月に中野サンプラザで行われた「access COUNTDOWN LIVE 2011～2012」において、ファン投票でセットリストを決定した際にはリクエスト1位となった。
4thアルバム『CROSSBRIDGE』に「MOONSHINE DANCE 2002 -Return to Star-」としてタイトル曲のリメイク版が収録されているほか、カップリング曲のライブアレンジ版が「LYIN' EYES (CROSSBRIDGE ver. 2002)」としてベストアルバム『access Best Selection』に、「LYIN' EYES (DANCE MIX) 」として23rdシングル「JOY TRAIN」に、それぞれ収録されている。
また、タイトル曲はコタニキンヤ.がシングル「This is GRAVITATION Vol.2」にてカバーしたほか、2020年8月2日に放送されたテレビ番組「有吉の壁 2時間スペシャル」内のコーナー「なりきりの壁を越えろ! ご本人登場選手権」にて、チョコレートプラネットがカバーし、accessのメンバー本人達とのコラボも果たした。

## 収録曲
※カッコ（）内は、JASRAC作品データベース検索サービスに登録されている作者
1. MOONSHINE DANCE
  - 作詞/作曲/編曲：AXS （作詞：貴水博之、作曲：浅倉大介）
  - テーマは「狼男」「月光が持っている人・物・気持ちを変化させる、不思議な超自然の力」を描いた[5]。
  - 貴水は「自分の中のこれまでのaccessの集大成になる」という思いから、時間をかけて慎重に書いた[6]。
  - ミュージック・ビデオの撮影はロサンゼルスから車で3時間ほどかかるカリフォルニア州のバスケス・ロックスにてカメラマン・スタイリスト等50人近い現地スタッフによるロケーションが午前5時から翌朝午前4時まで行われ、演奏シーン・イメージショット等様々な場面が撮影された[7]。
2. LYIN' EYES
  - 作詞/作曲/編曲：AXS （作詞：貴水博之、作曲：浅倉大介）
  - テーマは「どうしても手に入れたい切迫した気持ち」を描いた[5]。
  - 間奏のラップでは放送禁止用語が含まれているため、ピー音が挿入されていて、歌詞には記載されていない[5]。
3. NAKED DESIRE (Instrumental Mix)
  - 作詞/作曲/編曲：AXS （作詞：貴水博之、作曲：浅倉大介）